# Phimophis vittatus
Espèce
Synonymes
- Rhinostoma vittatum Boulenger, 1896

Phimophis vittatus  est une espèce de serpents de la famille des Dipsadidae.

## Répartition
Cette espèce se rencontre :
- dans le sud de la Bolivie ;
- au Paraguay ;
- en Argentine dans les provinces de Santa Fe, du Chaco, de Tucumán, de Córdoba, de San Juan, de La Rioja, de Catamarca, de Santiago del Estero, de Salta et de Formosa.

## Publication originale
- Boulenger, 1896 : Catalogue of the snakes in the British Museum. London, Taylor & Francis, vol. 3, p. 1-727 (texte intégral).